# Rosa Camelo
Rosa de Lourdes Camelo Arredondo (Culiacán, 25 de enero de 1933 - Ciudad de México, 13 de febrero de 2016) fue una historiadora, profesora y editora mexicana.

## Trayectoria
Camelo nació en Culiacán, hija de Mario Camelo e Inés Arredondo Ceballos, una familia que promovía el conocimiento y la cultura. Entre sus hermanas está la escritora Inés Arredondo. Estudió en la Facultad de Filosofía y Letras de la UNAM, en donde recibió influencia de profesores como Edmundo O' Gorman, José Miranda, Francisco de la Maza, entre otros. Fue becada por el gobierno de Francia para recibir cursos de figuras destacadas de la historia como Fernand Braudel, Ernest Labrousse y Marcel Bataillon. Ingresó al Instituto de Investigaciones Históricas de la Universidad Nacional Autónoma de México (IIH-UNAM) el 1 de julio de 1957. Fue jefa del Archivo Histórico del Instituto Nacional de Antropología e Historia (INAH). Impartió clases por más de medio siglo en la misma UNAM y en instituciones como la Escuela Nacional de Antropología e Historia, la Universidad Iberoamericana y El Colegio de San Luis, entre otros. En los años 70 participó en el proyecto enciclopédico Historia de México Salvat.
Su labor dentro de la historia se enfocó en la historia de la Nueva España, con particular atención en el siglo XVI y el proceso de Conquista. Preparó las ediciones de obras como la Monarquía indiana de Fray Juan de Torquemada y la Nueva relación que contiene los viajes de Thomas Gage en la Nueva España de Thomas Gage. Otros autores estudiados por Camelo fueron Agustín de Vetancurt, Baltasar Obregón y Pedro Pruneda. Fue editora de la revista académica Estudios de cultura novohispana y editó junto a Juan Antonio Ortega y Medina el proyecto editorial Historiografía Mexicana a partir de 1991.

## Premios y reconocimientos
- Integrante del Sistema Nacional de Investigadores, nivel I
- Miembro del Programa de Estímulos a la Productividad y Rendimiento del Personal Académico de la UNAM
- Distinción «Sinaloenses ejemplares en el mundo», 2015[3]